# Argiope lobata
Argiope lobata  (лат.) — вид пауков-кругопрядов из рода Argiope.

## Описание

### Внешний вид
Это паук средней величины, но и бывает больших размеров. Брюшко серебристо-белое с шестью глубокими выемками-дольками, цвет которых варьирует от тёмного до оранжевого.

### Строениепаутины
Ловчая сеть колесовидная, её центр густо заплетён нитями паутины.

### Распространение и места обитания
На территории бывшего СССР обитает в её европейской части, в Крыму, на Кавказе, в Средней Азии и Казахстане, в южных регионах России. Населяет в основном пустыни, полупустыни, степи.
Обитает также в Северной Африке (в Алжире).

### Ядовитость
Яд аргиопы парализует как беспозвоночных, так и позвоночных животных. Для человека укус безопасен.  

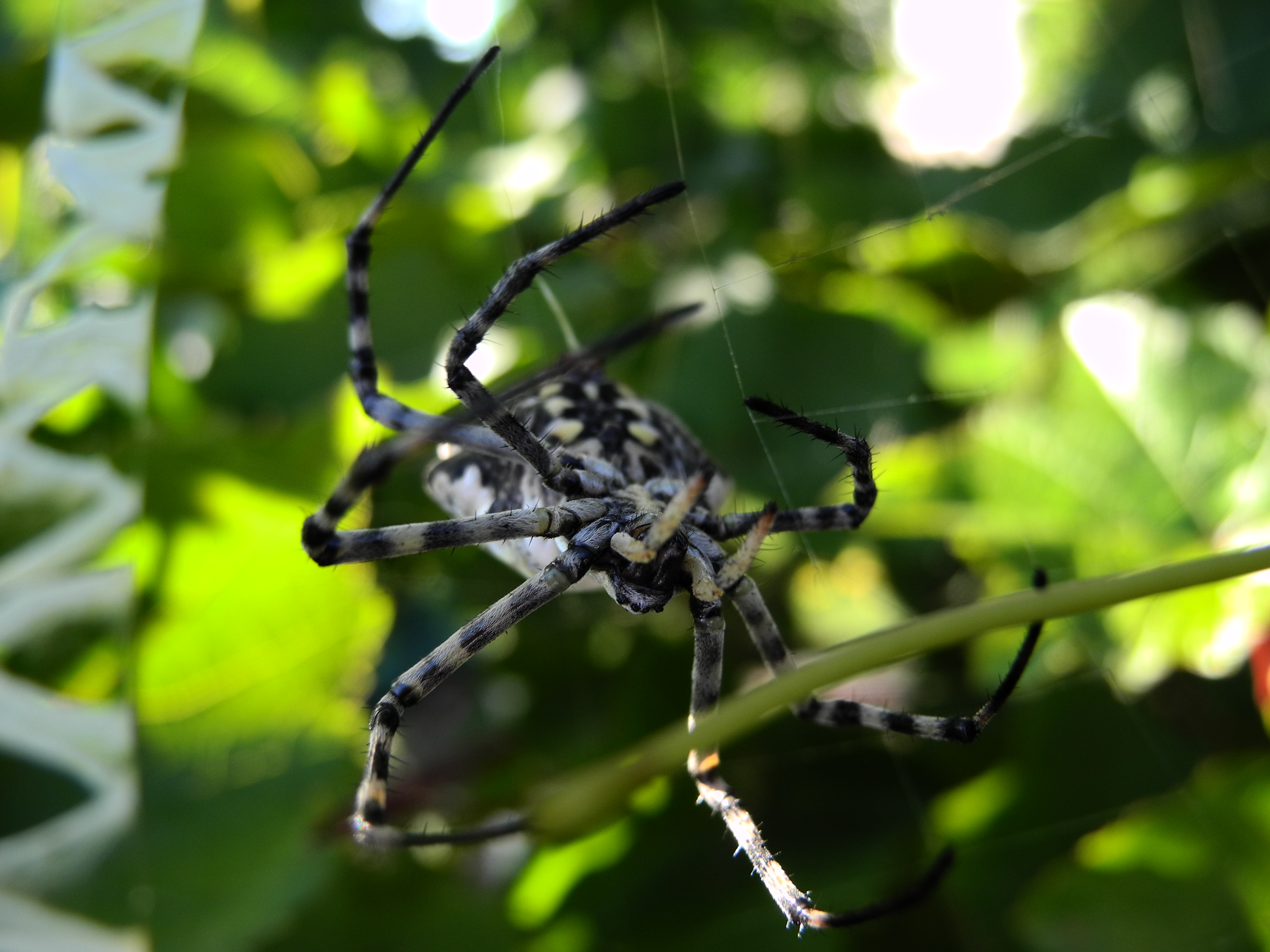
Argiope lobata
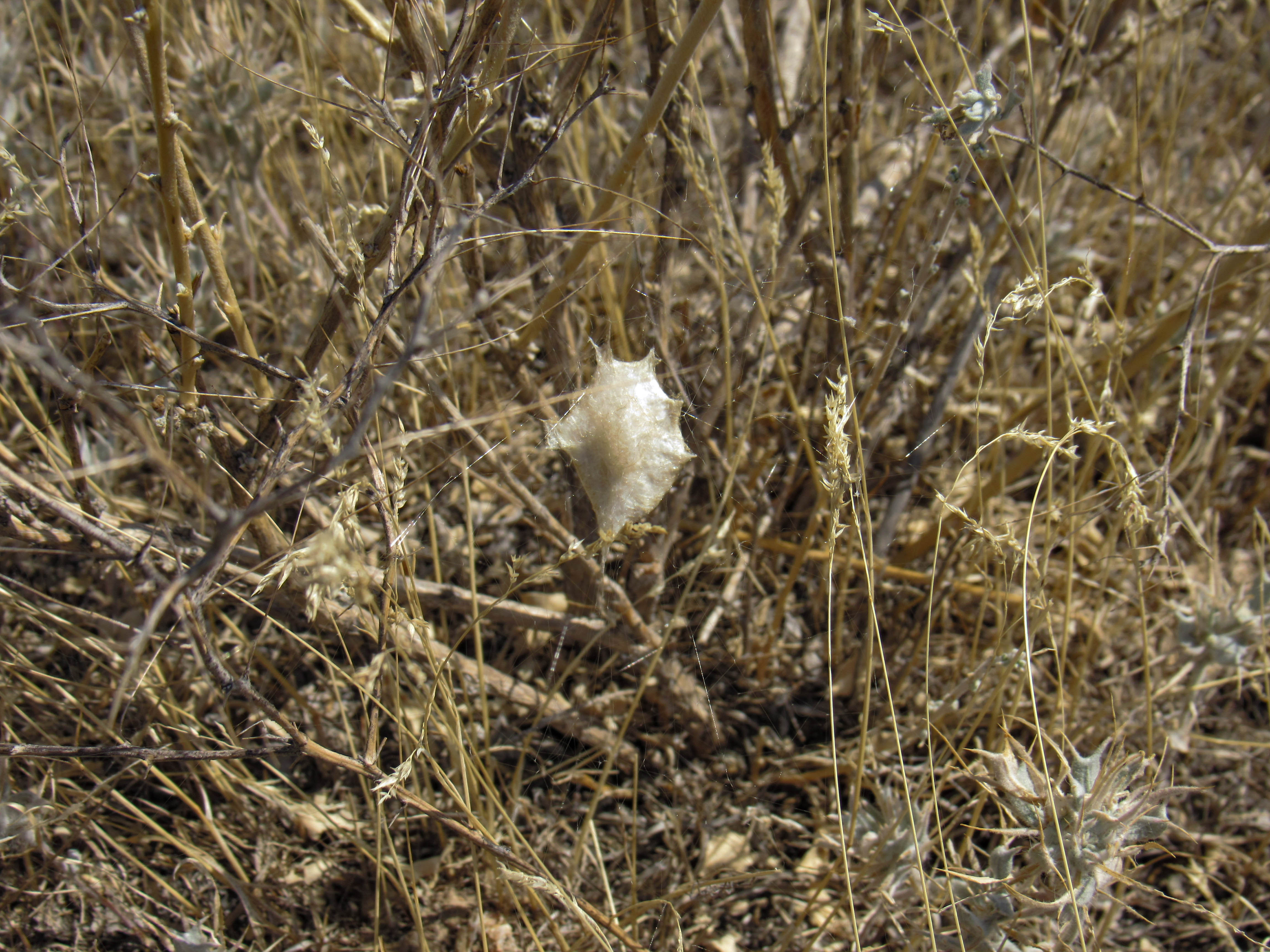
Кокон с яйцами